# Bernard Serrou
Pour les articles homonymes, voir Serrou.
Bernard Serrou est un cancérologue et homme politique français, né le 14 octobre 1938 à Montpellier (Hérault).

## Biographie
Bernard Serrou a été conseiller général du Canton de Montpellier-2 de 1982 à 1988 puis député de la deuxième circonscription de l'Hérault de 1993 à 1997.
Il a également été délégué général du Comité français d'éducation pour la santé jusqu'en 1987, date de son limogeage par la ministre Michèle Barzach pour insuffisance de gestion. Par la suite, il est lavé de tout soupçon par la justice[réf. nécessaire].
Membre de l'Académie des sciences et lettres de Montpellier de 1977 à 2012, il a appartenu à la loge Fidélité et Travail de Montpellier.